# Moschops
Moschops byl rod poměrně velkého, býložravého therapsidního plaza, který žil v období pozdního permu. Jeho fosilie byly objeveny v sedimentech souvrství Karoo v Jihoafrické republice.

## Popis
Moschops byl relativně mohutný býložravec ze skupiny Dinocephalia. Byl zhruba 2,7 metru dlouhý, v kohoutku byl vysoký 1,8 metru a podle starších představ vážil až dvě tuny. Byl stavěný poměrně robustně, přesto však dosahoval odhadované hmotnosti "jen" v rozmezí 130 až 330 kilogramů.
Podle novější odborné práce, vydané v roce 2024, vážil zástupce příbuzného většího rodu Jonkeria asi 989 kg, zatímco podstatně menší zástupci rodů Moschops a Anteosaurus v obou případech vážili přibližně 400 kg.

## Paleoekologie
Samci měli velmi zpevněnou lebku, to asi proto, aby mohli při soubojích o samice silně vrážet protivníkovi do hlavy.[zdroj⁠?!] Byl to býložravec, který zřejmě díky své velikosti musel velkou část dne trávit žraním.[zdroj⁠?!] Díky své velikosti měl nejspíš jen málo nepřátel.
Skupina, do které tento pravěký plaz patřil, vyhynula pravděpodobně na konci triasu před 201 miliony let.